# Mariano V d'Arborea
Mariano V (1378 o 1379 – 1407) è stato giudice di Arborea dal 1387 fino alla sua morte.

## Biografia
Era il fratello minore del giudice Federico di Arborea che governò sotto la reggenza della loro madre, la celebre Eleonora d'Arborea.
Nacque a Castel Genovese (odierna Castelsardo) nel 1378 o nel 1379 da Eleonora e Brancaleone Doria, un nobiluomo appartenente alla celebre dinastia di origine genovese. Alla morte violenta dello zio Ugone III di Arborea e della figlia Benedetta, Mariano e suo fratello maggiore Federico vennero riconosciuti come legittimi eredi al giudicato, sotto la reggenza della madre Eleonora. Nel frattempo il loro padre, Brancaleone, che in quel momento si trovava presso la corte aragonese, venne fatto arrestare da re Pietro il Cerimonioso, proprio quale merce di ricatto nei confronti della rivale Arborea. Nel 1387 suo fratello morì e quindi Mariano rimase l'unico erede, mentre la madre continuava la lotta contro la Corona di Aragona. Il 24 gennaio 1388 comunque Eleonora riuscì a siglare un patto con i nemici, che portò la pace ed il riconoscimento di Mariano come sovrano.
Nel 1391 Mariano accompagnò il padre nell'occupazione di Sassari ed Osilo; aveva quattordici anni quando, nel 1392, sua madre promulgò la Carta de Logu che lo dichiarava maggiorenne. Quale suo primo atto, egli riaffermò subito i patti già stabiliti con l'Aragona, ma il potere in realtà rimase quasi sempre nelle mani del padre Brancaleone e della madre Eleonora, che morì nel 1403.
Poco dopo si trattò per farlo sposare prima con Margherita di Prades, cugina del re di Aragona e sua, peraltro, futura moglie. Ma le trattative fallirono ed allora Brancaleone si rivolse al conte d'Armagnac, uno dei più potenti nobili francesi, che oltre a poter fornire aiuti ai sardi giudicali aveva una nipote da maritare. Nonostante tutto anche queste trattative fallirono e Mariano V morì assassinato da ignoti nel 1407, con sicurezza prima del 9 ottobre 1408 quando Martino re di Sicilia informa sulla situazione politica sarda i giurati di Maiorca. La morte senza eredi di Mariano V causa una crisi di successione che si risolse a favore di Guglielmo III di Narbona, nipote di sua zia Beatrice.